# Megachile atratula
Megachile atratula är en biart som beskrevs av Rebmann 1968. Megachile atratula ingår i släktet tapetserarbin, och familjen buksamlarbin. Inga underarter finns listade i Catalogue of Life.